# Wachstumsbeschleunigungsgesetz
Das Gesetz zur Beschleunigung des Wirtschaftswachstums (Wachstumsbeschleunigungsgesetz), von der Presse in Bezugnahme auf den Aspekt der Umsatzsteuersenkung für die Hotelbranche auch Mövenpick-Gesetz genannt, wurde im Dezember 2009 vom Deutschen Bundestag verabschiedet. Mit ihm wurden zuvor in der Koalitionsvereinbarung beschlossene steuerliche Sofortmaßnahmen umgesetzt. Es handelte sich dabei um das dritte Konjunkturpaket, das deutsche Bundesregierungen innerhalb eines Jahres gegen die 2007 einsetzende Wirtschaftskrise auflegten.

## Gesetzesbegründung
Nach der Gesetzesbegründung der Regierungsfraktionen bezieht sich das Gesetz auf die „Folgen der schwersten Finanz- und Wirtschaftskrise seit Bestehen der Bundesrepublik Deutschland“ (siehe Finanzkrise ab 2007). Der Einbruch des Wirtschaftswachstums soll nach dieser Begründung möglichst schnell durch eine Steuerpolitik „als Wachstumspolitik“ überwunden werden. Hierzu sollen „zielgerichtete steuerliche Entlastungen“ dienen. Ein weiteres Ziel sei der Ausbau erneuerbarer Energien bzw. Planungssicherheit für bestimmte Anlagen.

## Gesetzesinhalt
Eckpunkte des Gesetzes:
- Die Steuerfreibeträge für jedes Kind werden von insgesamt 6.024 Euro auf insgesamt 7.008 Euro angehoben, indem der Freibetrag für das sächliche Existenzminimum (Kinderfreibetrag) um 504 Euro auf 4.368 Euro und der Freibetrag für den Betreuungs- und Erziehungs- oder Ausbildungsbedarf um 480 Euro auf 2.640 Euro erhöht wird. Gleichzeitig erhöht sich das Kindergeld um 20 Euro, so dass die Familien nun für das erste und zweite Kind je 184 Euro monatlich, für das dritte Kind 190 Euro und für jedes weitere Kind je 215 Euro erhalten. Insgesamt werden die Familien mit Kindern um jährlich 4,6 Milliarden Euro entlastet.
- Erbschaftsteuerlich werden Geschwister und Geschwisterkinder besser gestellt. Der Steuersatz für diese Personengruppe sinkt von 30 bis 50 Prozent auf 15 bis 43 Prozent. Nach Berechnungen der Bundesregierung können die Begünstigten 370 Millionen Euro jährlich mehr vom Erbe behalten. Auch Erben von Unternehmen haben weniger Steuer zu entrichten. Die erforderliche Mindestlohnsumme, die ein Betrieb einhalten muss, um den Verschonungsabschlag zu erhalten, wird von 650 auf 400 Prozent herabgesetzt, maßgeblich hierfür ist nur noch ein Zeitraum von fünf statt bisher sieben Jahren. Ebenso wird die Frist, in der der Erbe den Betrieb behalten muss, damit der Verschonungsabschlag nicht wegfällt, von sieben auf fünf Jahre abgekürzt. Der Verschonungsabschlag gilt unabhängig von der Lohnsumme für alle Betriebe bis zu zwanzig Beschäftigten, statt bisher bis zu zehn Beschäftigten.
- Für die Betreiber von Hotels, Gasthöfen, Pensionen und Campingplätzen fallen auf das Entgelt für kurzfristige Übernachtungen (ohne Frühstück und sonstige nicht der Beherbergung dienende Leistungen) statt 19 Prozent nur noch 7 Prozent Umsatzsteuer an.
- Grunderwerbstatbestände, die durch Umstrukturierungen von Konzernen durch Verschmelzungen, Spaltungen oder Vermögensübertragungen entstehen, werden bei der Grunderwerbsteuer begünstigt.
- „Krisenverschärfende Elemente“[3] der Unternehmensteuerreform werden abgemildert, so dass Unternehmen wieder die Möglichkeit haben, Verluste in größerem Umfang steuermindernd geltend zu machen. Auch die so genannte Zinsschranke wird nach Inkrafttreten des Gesetzes weniger streng gehandhabt. Gelockert werden dadurch die Bestimmungen zum Abzug von Zinsaufwendungen.
- Das Gesetz ermöglicht eine pauschalierte Abschreibung auf fünf Jahre für Wirtschaftsgüter bis zu einem Betrag von 1000 Euro (Pool-Abschreibung).
- Der Ausbau erneuerbarer Energien wird unterstützt, indem die Vergütung für die Stromeinspeisung der vor dem 1. Januar 2009 in Betrieb genommenen modular aufgebauten Anlagen nach dem Erneuerbare-Energien-Gesetz erhöht wird. Gleichzeitig wurde die Förderung von Biokraftstoffen nicht wie ursprünglich geplant vermindert.

Von den Einnahmeeinbußen entfallen 4,63 Milliarden Euro auf den Bund, 2,28 Milliarden Euro auf die Länder und 1,57 Milliarden Euro auf die Kommunen.

## Gesetzgebungsverfahren
Der vom Bundesfinanzministerium ausgearbeitete Referentenentwurf wurde am 9. November 2009 vom Kabinett Merkel II gebilligt. Die Gesetzesvorlage wurde allerdings nicht durch die Regierung selbst, sondern noch am selben Tag durch die Fraktionen der schwarz-gelben Regierungskoalition aus CDU, CSU und FDP in den Deutschen Bundestag eingebracht. Am 30. November 2009 fand eine öffentliche Anhörung des Finanzausschusses des Bundestags statt. Der Finanzausschuss gab am 2. Dezember eine Beschlussempfehlung ab, die einige Präzisierungen enthielt. Zwei Tage später verabschiedete der Bundestag das Gesetz in der Ausschussfassung in namentlicher Abstimmung. 322 Abgeordnete der Regierungskoalition stimmten für das Gesetz, 246 Abgeordnete der Opposition stimmten dagegen. Am 18. Dezember 2009 stimmte auch der Bundesrat dem Gesetz mit der Stimmenmehrheit der schwarz-gelb regierten Bundesländer zu.
Das Gesetz wurde schließlich im Bundesgesetzblatt Teil I Nr. 81 vom 30. Dezember 2009 auf den Seiten 3950 bis 3956 verkündet.

## Reaktionen

### Anhörung des Finanzausschusses
In der öffentlichen Anhörung des Finanzausschusses des Deutschen Bundestages am 30. November 2009 beurteilte der Bundesverband der Deutschen Industrie (BDI) das Wachstumsbeschleunigungsgesetz „in der Grundtendenz sehr positiv“. Der Bund der Steuerzahler begrüßte die besseren Möglichkeiten für Abschreibungen. Der Sachverständige Lorenz Jarass kritisierte, dass die umfangreichen Steuersenkungen trotz des enormen Konsolidierungsbedarfs der öffentlichen Haushalte nicht gegenfinanziert wurden. Statt große Einkommen und Vermögen angemessen zu besteuern, komme es auch für Konzerne und Verkäufer von Unternehmen zu Entlastungen; damit werde das Gesetz zu einem „Wachstumsverhinderungsgesetz“. Der Paritätische Wohlfahrtsverband beanstandete, dass mehrere Millionen Kinder nicht oder kaum vom Gesetz profitieren würden, da die Erhöhung des Kindergeldes mit dem Arbeitslosengeld II verrechnet werde.

### Opposition
Für die SPD kritisierte die Abgeordnete Nicolette Kressl, dass das Gesetz lediglich Einzelinteressen bediene und sozial unausgewogen sei. Die Pläne zur Einführung eines reduzierten Mehrwertsteuersatzes für Hotelübernachtungen nannte sie unseriös, da die Finanzierung neue Schulden vorsehe und die Länder und Kommunen stark belaste. Gregor Gysi von der Partei Die Linke bemängelte, dass gutverdienende Eltern künftig mehr Geld für ihre Kinder bekommen sollen, eine alleinerziehende Hartz-IV-Empfängerin aber von dem Gesetz nicht profitiere. Auf diese Weise werde nur eine „Förderung Wohlhabender“ erreicht. Der Grünen-Finanzexperte Fritz Kuhn bescheinigte dem Gesetz „starke Elemente von Willkür, Bürokratie und sozialer Ungerechtigkeit“.

### Länder
Zum Teil heftige Kritik riefen die Pläne in den Ländern hervor. Besonders Schleswig-Holstein wehrte sich zunächst gegen das Gesetz, weil für das Land Steuerausfälle in einer Größenordnung von 70 Millionen Euro befürchtet wurden. Ministerpräsident Peter Harry Carstensen (CDU) verlangte eine Kompensation für die seinem Land drohenden Einnahmeeinbußen. Bei einer Kaminrunde mit Bundeskanzlerin Angela Merkel (CDU) am 26. November 2009 brachte er für den gegenteiligen Fall seinen Rücktritt ins Spiel. Er kündigte an, dem Wachstumsbeschleunigungsgesetz im Bundesrat ohne Finanzausgleich nicht zustimmen zu wollen. Auch Sachsen distanzierte sich von dem Gesetz. Beide Länder stimmten dem Gesetz letztlich jedoch zu. Die Bundesregierung hatte zuvor zugesagt, den Ländern bei Bildungsinvestitionen entgegenzukommen. Auch wurde den Ländern erlassen, die Kosten für den Umbau der Jobcenter tragen zu müssen, die auf 300 Millionen Euro geschätzt werden.
Während Carstensen erklärte, dass viele andere Ministerpräsidenten Verständnis für sein Anliegen gezeigt hätten, drohte Niedersachsens Ministerpräsident Christian Wulff (CDU) vor der Abstimmung am 18. Dezember 2009 eine Blockade des Gesetzes im Bundesrat an, da er eine isolierte Einzellösung nur für Schleswig-Holstein als inakzeptabel erachtete. Auch Niedersachsen stimmte dem Gesetz schließlich zu.

### Kritik an Senkung der Umsatzsteuer für Hotels
Massive Kritik zog die Senkung der Umsatzsteuer für Hoteliers auch in Kreisen der CDU auf sich. So mahnte Bundestagspräsident Norbert Lammert größere Sorgfalt im Gesetzgebungsprozess an und bezeichnete die Umsatzsteuersenkung angesichts der Mindereinnahmen von knapp einer Milliarde Euro jährlich als „nicht vertretbar“. Der Ministerpräsident von Sachsen-Anhalt, Wolfgang Böhmer, verurteilte die Hilfen für die Gastronomie als „reine Klientelpolitik“. Der Vorsitzende des Bundesverbandes der Verbraucherzentralen (vzbv), Gerd Billen, forderte die Hotelbranche auf, das „Steuergeschenk zum 1. Januar in großem Umfang an die Kunden“ weiterzugeben.
Im Januar 2010 wurde bekannt, dass das Düsseldorfer Unternehmen Substantia AG im Zeitraum zwischen Oktober 2008 und Oktober 2009 Spendengelder in Höhe von 1,1 Millionen Euro an die FDP überwiesen hatte. Die Firma gehört zur Unternehmensgruppe des Unternehmers August von Finck junior, der gleichzeitig Hauptaktionär der Restaurant- und Hotelgruppe Mövenpick ist. Politiker der Opposition sahen einen direkten Zusammenhang zwischen der Senkung der Umsatzsteuer und der Millionenspende. Die Fraktionsvorsitzende der Grünen, Renate Künast, erklärte: „Auf der einen Seite wird die Mehrwertsteuer für Hotels reduziert, auf der anderen Seite erhält die FDP eine Millionenspende aus der Branche“. Kritik kam auch aus den eigenen Reihen der FDP. Der stellvertretende Ministerpräsident von Nordrhein-Westfalen, Andreas Pinkwart, beklagte den hohen bürokratischen Aufwand durch die neue Regelung, die unterschiedliche Steuersätze für Übernachtungen mit oder ohne Frühstück vorsieht. Der Bundesvorsitzende der FDP, Guido Westerwelle, wies die Vorwürfe zurück. Die Grünen brachten am 19. Januar 2010 einen von SPD und Linken unterstützten Eilantrag in den Bundestag ein, mit dem Ziel, „die Begünstigung des Hotelgewerbes“ bei der Umsatzbesteuerung zu beenden. Der Antrag wurde mit der Mehrheit der Regierungsfraktionen abgelehnt.
Eine 2014 veröffentlichte Studie lieferte Indizien dafür, dass viele Hoteliers die Steuersenkung nicht für Preissenkungen verwendeten.

### Petition zur Rücknahme
Am 25. Dezember 2009 wurde eine Online-Petition beim Deutschen Bundestag eingereicht. Ziel der Petentin war es, dass Bundesregierung und Bundestag das Wachstumsbeschleunigungsgesetz zurücknehmen oder in wesentlichen Punkten stark überarbeiten. Das Gesetz könne das Wirtschaftswachstum nicht wirklich fördern, beinhalte soziale Ungerechtigkeiten und führe zu einer unverantwortlichen Neuverschuldung. Am 30. Juni 2011 beriet der Deutsche Bundestag über die Petition und befand, dass dem Anliegen der Petentin nicht entsprochen werden könne. Ein abweichender Antrag der Fraktionen der SPD, der Linken und Bündnis 90/Die Grünen, der zum Inhalt hatte, die Petition der Bundesregierung und dem Bundesfinanzministerium als Material zu überweisen sowie sie den Fraktionen des Deutschen Bundestages zur Kenntnis zu geben, wurde von den Fraktionen der CDU/CSU und der FDP gegen die Stimmen der Fraktionen von SPD, Linke und Bündnis 90/Die Grünen abgelehnt.

### Kritik des Bundespräsidenten
Horst Köhler, damaliger Bundespräsident und früherer Chef des Internationalen Währungsfonds, erklärte die Steuersenkungspläne der Bundesregierung zum „Vabanque-Spiel“. Schon der Begriff Wachstumsbeschleunigungsgesetz hätte ihn nachdenklich gemacht: „Als sei es der Staat, der für immer mehr, immer schnelleres Wachstum sorgen könne.“

## Materialien aus dem Gesetzgebungsverfahren
- Gesetzentwurf der Bundestagsfraktionen der CDU/CSU und FDP: Entwurf eines Gesetzes zur Beschleunigung des Wirtschaftswachstums (Wachstumsbeschleunigungsgesetz), Bundestagsdrucksache 17/15 (PDF; 389 kB)
- Wortprotokoll der Sitzung des Finanzausschusses vom 30. November 2009, Protokoll Nr. 17/2 (PDF; 359 kB)
- Stellungnahmen der vom Finanzausschuss angehörten Sachverständigen hier abrufbar
- Beschlussempfehlung des Finanzausschusses vom 2. Dezember 2009 Bundestagsdrucksache 17/138
- Gesetzesbeschluss des Deutschen Bundestages: Gesetz zur Beschleunigung des Wirtschaftswachstums (Wachstumsbeschleunigungsgesetz), Bundesratsdrucksache 865/09 (PDF; 104 kB)